# Ducado de Tarancón
El ducado de Tarancón es un título nobiliario español, creado el 19 de noviembre de 1847, por la reina Isabel II de España, a favor de su hermano uterino Agustín María Raimundo Fernando Longinos Muñoz y Borbón, segundo hijo de la reina regente María Cristina, viuda y sobrina materna que fue del rey Fernando VII y de su segundo marido, Agustín Fernando Muñoz y Sánchez, al que ya habían creado i duque de Riánsares, i marqués de San Agustín y i duque de Montmorot Par de Francia (título no reconocido en España).

## Denominación
El título hace referencia a la localidad de Tarancón, en la provincia de Cuenca, de donde era originario el padre del primer titular.

## Armas
En campo de azur, una faja de plata, con tres ánsares de sable, picados de gules y puestos en faja. Lema: Regina coeli juvante.

## Duques de Tarancón
|                        | Titular                                                 | Periodo                |
| Creación por Isabel II | Creación por Isabel II                                  | Creación por Isabel II |
| ---------------------- | ------------------------------------------------------- | ---------------------- |
| i                      | Agustín María Raimundo Fernando Longinos Muñoz y Borbón | 1847-1855              |
| ii                     | Fernando María Muñoz y Borbón                           | 1855-1910              |
| iii                    | Juan Bautista Muñoz y Bernaldo de Quirós                | 1910-1943              |
| iv                     | Alicia Muñoz y Cañedo                                   | -1970                  |
| v                      | Alicia Villate y Muñoz                                  | 1970-2006              |
| vi                     | Adela Cristina Parra y Villate                          | 2006-2012              |
| vii                    | Juan José Parra y Villate                               | 2012-actual titular    |

## Historia de los duques de Tarancón
- Agustín María Raimundo Fernando Longinos Muñoz y Borbón (Madrid, 15 de marzo de 1837 - Rueil-Malmaison, 15 de julio de 1855), i duque de Tarancón, ii marqués de San Agustín, i vizconde de Rostrollano, (candidato a "rey de Ecuador").[1]

Soltero y sin descendientes. Le sucedió su hermano:
- Fernando María Muñoz y Borbón (Palacio Real, Madrid, 27 de abril de 1838 - Somió, Gijón, 7 de diciembre de 1910), ii duque de Tarancón, ii duque de Riánsares, ii marqués de San Agustín, ii vizconde de Rostrollano y ii duque de Montmorot par de Francia (título no reconocido en España). Además fue engrandecido, por Isabel II, al concederle directamente el Condado de Casa Muñoz y el Vizcondado de la Alborada.

Casó en la iglesia de San Tirso la Real de Oviedo el 11 de septiembre de 1861 con Eladia Bernaldo de Quirós y González de Cienfuegos (bautizada en la iglesia de San Tirso la Real, Oviedo, el 18 de febrero de 1839 - Somió, Gijón, 31 de marzo de 1909), hija de José María Bernaldo de Quirós y Llanes Campomanes, vii marqués de Campo Sagrado, diputado a Cortes, senador del Reino y gran cruz de la Real y Distinguida Orden Española de Carlos III, y de su esposa y prima segunda María Josefa Antonia González de Cienfuegos y Navia Osorio, hija de los condes de Marcel de Peñaba, señores de Allande. Le sucedió su hijo:
- Juan Bautista Muñoz y Bernaldo de Quirós (Somió, Gijón, 23 de noviembre de 1870 - 17 de julio de 1943), iii duque de Tarancón, ii conde de Casa Muñoz, gentilhombre grande de España con ejercicio y servidumbre del Rey Alfonso XIII.

Casó con María de los Ángeles Cañedo y González-Longorría (Oviedo, 20 de marzo de 1870 - Madrid, 11 de noviembre de 1963), ii marquesa de la Rodriga, Dama de la Reina Victoria Eugenia de Battenberg. Le sucedió su hija:
- Alicia Muñoz y Cañedo (Oviedo, 16 de febrero de 1900 - 6 de enero de 1970), iv duquesa de Tarancón, iii condesa de Casa Muñoz. Se unieron en ella, otros títulos, también de los concedidos por Isabel II a sus parientes Muñoz, por lo que fue, ii condesa del Recuerdo y ii condesa de Gracia.

Casó con Antonio Villate y Vaillant (Madrid, 31 de enero de 1899 - Madrid, 13 de junio de 1944), iv conde de Valmaseda, gentilhombre grande de España con ejercicio y servidumbre del rey Alfonso XIII. Distribuyó sus títulos entre sus hijos, correspondiéndole el ducado de Tarancón a su hija:
- Alicia Villate y Muñoz (Madrid, 3 de abril de 1923 - Madrid, 29 de mayo de 2006), v duquesa de Tarancón, iv condesa de Casa Muñoz, V condesa de Valmaseda, iii condesa del Recuerdo.

Casó con Dr. José Parra y Lázaro (Cáceres, 10 de septiembre de 1910 - Madrid, 10 de diciembre de 1981). Cedió el título de vi conde de Valmaseda a su hijo, Juan José Parra Villate, y el título de v condesa de Casa Muñoz a su hija Alicia Parra Villate, que fue v condesa de Casa Muñoz. Le sucedió su hija:
- Adela Cristina Parra y Villate (n. Madrid, 19 de noviembre de 1946), vi duquesa de Tarancón, iv condesa del Recuerdo.

Le sucedió su hermano:
- Juan José Parra y Villate (n. Madrid, 22 de mayo de 1948), vii duque de Tarancón, vi conde de Valmaseda.

Casó con Genoveva Vidal y Secanell.